# سگرکن
سگرکن، روستایی در دهستان گافر بخش گافر و پارامون شهرستان بشاگرد در استان هرمزگان ایران است.

## جمعیت
بر پایه سرشماری عمومی نفوس و مسکن در سال ۱۳۹۵، جمعیت این روستا برابر با ۲۱۹ نفر (۵۶ خانوار) بوده‌است.